# Theoretical Girls
I Theoretical Girls sono stati un gruppo musicale statunitense. Considerati una delle band più enigmatiche della scena rock underground di New York della fine degli anni 1970, i Theoretical Girls incisero un solo singolo in tutta la loro carriera, destinato però a esercitare una significativa influenza su tutto il movimento no wave.

## Storia del gruppo
I Theoretical Girls vennero fondati a New York nel 1977 da Glenn Branca, anche attivo negli Static, e l'artista e compositore Jeff Lohn. Riguardo alla genesi dei Theoretical Girls, Branca dichiarò:
Il nome del gruppo venne ripreso da una discussione fra gli artisti Dan Graham e Jeff Wall, durante la quale parlarono delle donne specializzate in arte concettuale. I Theoretical Girls si esibirono per la prima volta all'Experimental Intermedia Foundation per poi tenere altri concerti a New York e Parigi. Nel 1978 pubblicarono il loro unico singolo U.S. Millie/You Got Me. Le altre tracce dei Theoretical Girls appariranno su Songs '77-'79 (1995) e Theoretical Girls (2002). La band si sciolse nel 1981.

## Stile musicale
Lo stile dei Theoretical Girls è al contempo provocatorio e divertente, e risente l'influsso del minimalismo americano. Il loro repertorio spazia da brani ritmici e rumorosi che anticipano i primi Sonic Youth, a canzoni in cui convergono noise e art punk definite "abrasive".

## Formazione
- Glenn Branca
- Margaret DeWys
- Barbara Ess
- Jeffrey Lohn
- Wharton Tiers

## Discografia

### Singoli
- 1978 – U.S. Millie/You Got Me

### Antologie
- 1995 – Songs '77-'79
- 2002 – Theoretical Girls